# 牧夫座
牧夫座（拉丁语：/boʊˈoʊtiːz/）是北天的一個星座，在天球上的位置跨越赤緯0°至+60°，赤經13時至16時。名稱源自希臘Βοώτης，Boōtēs，意思是牧羊人或農夫（照字義是駕牛者，与拉丁语的bovis「牛」同源）。在名稱中的“ö”是分音符號，意思是每個“o”要明確的個別發音。
牧夫座是現代的88個星座之一，也是第二世紀的天文學家托勒密敘述的48個星座之一。它含了全夜空中的第四亮星（實際視星等應為第三亮，但若將肉眼無法解析的南門二聯星系統視為單一恆星則為第四亮），橙巨星的大角星。牧夫座也是其他許多亮星的家，包括8顆比4等亮的星和21顆5等以上的星，總共有29顆肉眼可以輕鬆看見的恆星。

## 星座神话
有三說：
- 牧夫是宙斯和卡利斯托（Callisto）之子阿卡斯（Arcas），有一天，宙斯與卡莉斯托之父萊卡翁（Lycaon）進餐，萊卡翁為驗證宙斯的身份，便把阿卡斯剁成肉醬（亦有說此乃萊卡翁之子所為），宙斯得悉大怒，殺死萊卡翁之子並將萊卡翁變成豺狼座，將阿卡斯剩肉拾起重組，交予邁亞（Maia）照顧。

- 牧夫為酒神狄俄倪索斯之徒伊卡里奧斯（Icarius），有一次伊卡里奧斯把新調的酒給牧羊人嘗試，牧羊人喝醉以為伊卡里奧斯在酒中下毒，迷糊間殺死伊卡里奧斯。伊卡里奧斯之狗逃出並告訴伊卡里奧斯之女埃拉戈涅（Erigone），埃拉戈涅悲慟不已懸樑自盡，而狗也傷心而死，宙斯把伊卡里奧斯變成牧夫座，埃拉戈涅為室女座，把狗變成大犬座（亦有說是小犬座）。

- 宙斯垂涎卡莉斯托的美色，對其施暴，後來卡莉斯托誕下兒子阿卡斯，宙斯之妻赫拉要懲罰卡莉斯托勾搭其夫，扠著卡莉斯托之頸按她在地，把她變為一隻黑熊。十五年來卡莉斯托一直隱居森林，有一天，她重遇兒子阿卡斯，可是阿卡斯並不知道眼前的黑熊就是其生母，準備舉矛自衛。電光火石間，宙斯以一陣旋風捲他們上天，卡莉斯托變成大熊座，而阿卡斯則變成牧夫座。

## 深空天体
牧夫座是在天球上遠離我們銀河系盤面這一部分的一個星座，所以沒有疏散星團和星雲；反而是有許多明亮的球狀星團和昏暗的星系。球狀星團NGC 5466的亮度超過9.1等，直徑有11弧秒。它是一個結構非常鬆散的球狀星團，並且只有少量的恆星，因此在望遠鏡下看起來像一個恆星數量非常多的疏散星團。NGC 5466在夏普力-索耶集中度分類法屬於最鬆散的第12級，反應出其不集中的性質。它的大直徑明顯地指出它具有低的面亮度，所以看起來的亮度遠低於星表上標示的9.1等，需要大型的業餘天文望遠鏡來觀賞。一般的業餘天文望遠鏡只能看見十餘顆恆星。
牧夫座有兩個較明亮的星系。NGC 5248（科德韋爾45）在哈伯序列是Sc的星系（螺旋臂鬆弛的螺旋星系），視星等10.2，視直徑是6.5和4.9弧秒。距離地球5,000萬光年的NGC 5248是室女座星系團的星系成員；它的螺旋臂外緣昏暗，並且可以看見電離氫區、塵埃帶和年輕的星群。NGC 5676是另一個Sc星系，視星等10.9，視直徑是3.9和2.0弧秒。其它的星系還有NGC 5008，分類為Sc發射線星系；NGC 5548，S型的西佛星系；NGC 5653，S HII型的星系；NGC 5778（分類與NGC 5825相同），是一個橢圓星系，並且視這個星系團最亮的；NGC 5886和NGC 5888，都是SBb星系。NGC 5698是棒旋星系，在2005年出現一顆超新星SN 2005bc，峰值光度達到15.3等，因而受到注意。
在更遠處有一個直徑2億5,000萬光年的牧夫座空洞，一個空曠、沒有星系的巨大空間。它的距離大約是7億光年，是羅伯特·科什納和同事在1981年發現的。超越這個空洞和在這個星系的邊界有兩個超星系團，距離分別在大約8億3,000萬光年和10億光年。

### 流星雨

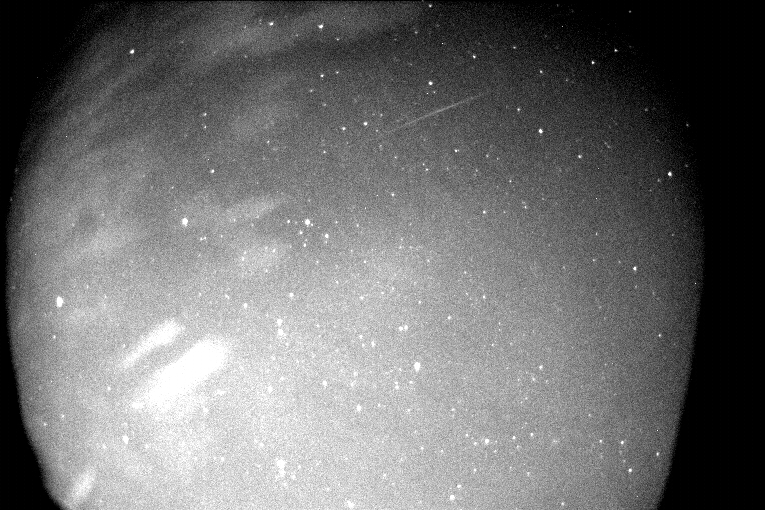
全天攝影機曝光4秒鐘捕捉到的象限儀座流星雨。

牧夫座是象限儀座流星雨的家園。這個流星雨是流星數量最多產的流星雨之一，於1853年1月發現，1864年由亞歷山大的Hershell命名。輻射點在牧夫座，靠近天槍一（牧夫座κ），之前的星座名稱是象限儀座。象限儀座流星雨的流星都很黯淡，但在1月3-4日極大期，每小時的流星數量大約是100顆。象限儀座流星雨的每小時天頂流星數的峰值大約是130顆；它也是出現期很窄的流星雨。象限儀座流星雨因為輻射點低和經常遇到壞天氣，成為因難以觀測而出名的流星雨。有關這個流星雨的母體已經爭議了數十年，彼得·傑尼斯認為母體是小行星2003 EH1，然而2003 EH1可能與彗星C/1490 Y1有所關連，他在過去被認為是象限儀座流星雨潛在的母體。2003 EH1原本是屬於木星族的短週期彗星；在500年前經歷了災難性分手事件。象限儀座流星雨現在是處於休眠狀態，但在1982年、1985年、和2004年曾經非常活躍。來自這個流星雨的流星似乎常常會有藍白色的色調和適中的速度，每秒41.5至43公里。
在1984年4月28日，常規的目視觀測者弗蘭克威特，從00:00至2:30，在通常平靜的大角星觀測到了顯著的爆發。透過他的6公分望遠鏡，他觀察到433顆流星從靠近大角星附近，直徑不到1°的視場出現。彼得·傑尼斯評論這次爆發類似"典型的塵埃足跡穿越" 。牧夫座α星流星雨通常開始於4月14日，峰值落在27日和28日，結束於5月12日。它的流星速度慢，大約在每秒20.9公里，可能與彗星73P/施瓦斯曼-瓦茨曼3號彗星有關連，但這還只是理論上的聯結。

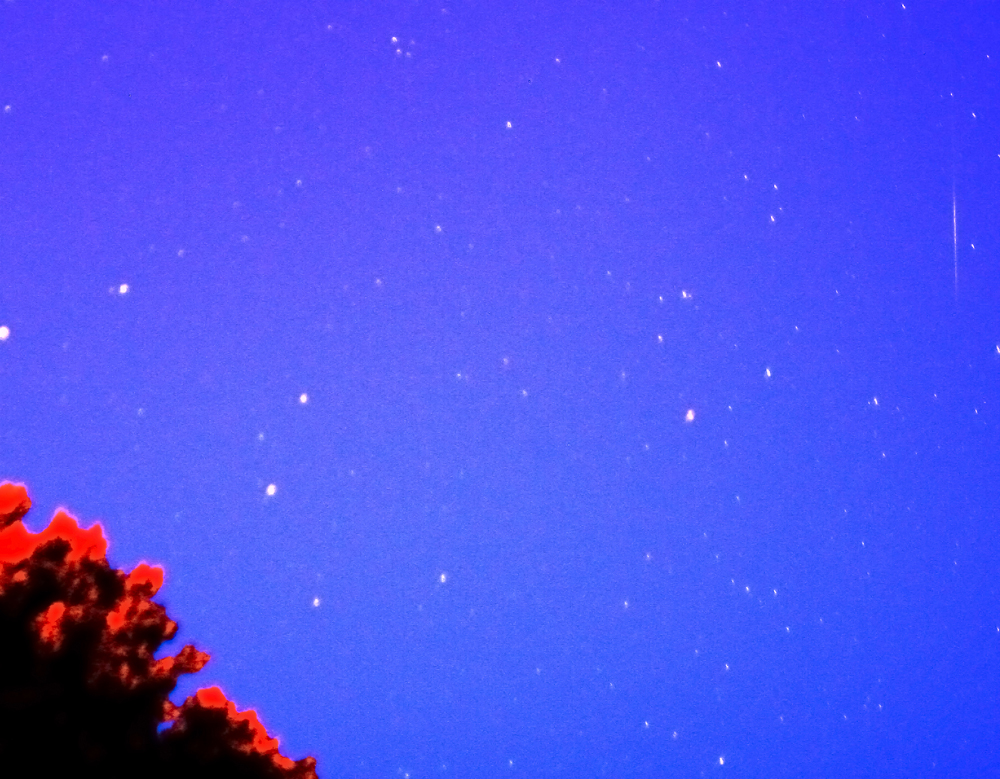
在曙光中的一顆象限儀座流星。

六月牧夫座流星雨也稱為天龍座ι流星雨，與彗星7P/龐士-溫尼克彗星相關聯，最早是在1916年5月27日被威廉F丹寧確認。這個流星雨，流星的速度緩慢，在1916年之前沒有被觀測的資料。因為在之前地球並未穿越這顆彗星的塵埃尾，直到7P/龐士-溫尼克彗星的軌道受到木星的攝動，造成它的與地球軌道接近至0.03AU，而首度觀測到六月牧夫座流星雨。在1982年，E. A. Reznikov發現1916年的爆發是1819年的彗星釋放出來的物質。但因為7P/龐士-溫尼克彗星的軌道不在適合的位置上，直到1998年才再度觀察到另一次的爆發。不過，1998年6月27日的流星雨輻射點在牧夫座，稍後被證實為7P/龐士-溫尼克彗星相關。這些流星令人難以置信的長壽，最亮的流星痕跡持續了數秒鐘的時間。各地觀察到的爆發，有許多的火球拖著長長的綠色尾跡，甚至投下一些陰影，最大的天頂每小時流星數達到每小時200-300顆流星。在2002年，兩位俄羅斯天文徐家確認這顆彗星在1825年的噴發造成了1998年的爆發，並預期來自1819年、1825年和1830年噴發的顆粒會在2004年6月23日進入地球的大氣層。預期中的流星雨不如1998年的壯觀，被證實的每小時天頂流星數是每小時16-20顆的流星。預測在未來的50年內，六月牧夫座流星雨不會有特別顯著的爆發。在通常情況下，每小時只能看見1-2顆度很慢且黯淡的流星；六月牧夫座流星雨的平均星等是5.0。它們是由天龍座α和牧夫座-天龍座釋出。這個流星雨從6月27日持續至7月5日，極大期落在6月28日。六月牧夫座流星雨屬於第三集的流星雨（變化無常），進入的平均速度是18公/秒，輻射點在牧夫座β星北方約7度。

## 重要主星
| 西方星名 | 中國星官 | 英文名字               | 原文含意            | 視星等    |
| -------- | -------- | ---------------------- | ------------------- | --------- |
| 牧夫座α  | 大角     | Arcturus               | 熊守護者            | -0.05     |
| 牧夫座β  | 七公增五 | Nekkar / Meres         | 牧牛人              | 3.49      |
| 牧夫座γ  | 招搖     | Seginus                | 看守者              | 3.03      |
| 牧夫座δ  | 七公七   | -                      | -                   | 3.46      |
| 牧夫座ε  | 梗河一   | Izar / Mirak           | 腰帶                | 2.35+2.70 |
| 牧夫座ζ  | 左攝提三 | -                      | -                   | 3.78+4.43 |
| 牧夫座η  | 右攝提一 | Muphrid                | 寂靜 / 持槍者       | 2.68      |
| 牧夫座θ  | 天槍三   | 拉丁文                 | 第一隻驢            | 4.04      |
| 牧夫座ι  | 天槍二   | 拉丁文                 | 第二隻驢            | 4.75      |
| 牧夫座κ1 | 天槍一   | 拉丁文                 | 第三隻驢            | 6.62      |
| 牧夫座κ2 | 天槍一   | 拉丁文                 | 第三隻驢            | 4.45      |
| 牧夫座λ  | 玄戈     | -                      | -                   | 4.18      |
| 牧夫座μ1 | 七公六   | Alkalurops / Inkalunis | 棍杖 / 牧羊座之披風 | 4.31      |
| 牧夫座ν1 | 七公五   | -                      | -                   | 5.04      |
| 牧夫座ο  | 左攝提一 | -                      | -                   | 4.60      |
| 牧夫座π1 | 左攝提二 | -                      | -                   | 4.49      |
| 牧夫座π2 | 左攝提二 | -                      | -                   | 5.58      |
| 牧夫座ρ  | 梗河三   | -                      | -                   | 3.57      |
| 牧夫座σ  | 梗河二   | -                      | -                   | 4.47      |
| 牧夫座τ  | 右攝提二 | -                      | -                   | 4.50      |
| 牧夫座υ  | 右攝提三 | -                      | -                   | 4.05      |
| 牧夫座φ  | 七公增十 | Cegimus                | -                   | 5.25      |
| 牧夫座9  | 帝席三   | -                      | -                   | 5.02      |
| 牧夫座11 | 帝席二   | -                      | -                   | 6.23      |
| 牧夫座12 | 帝席一   | -                      | -                   | 4.82      |
| 牧夫座14 | 亢池三   | -                      | -                   | 5.53      |
| 牧夫座18 | 亢池四   | -                      | -                   | 5.41      |
| 牧夫座20 | 亢池一   | -                      | -                   | 4.84      |
| 牧夫座38 | 玄戈增二 | Merga                  | 受縛的女人          | 5.79      |

- 七公Seven Excellencies（天7）
- 玄戈Sombre Lance（紫1）
- 天槍Celestial Spear（紫3）
- 大角Great Horn（亢1）
- 左攝提Left Conductor（亢3）
- 右攝提Right Conductor（亢3）
- 帝席Mattress of the Emperor（亢3）
- 亢池Boats and Lake（亢4）
- 招搖Twinkling Indicator（氐1）
- 梗河Celestial Lance（氐3）

## 外部連結
- The Deep Photographic Guide to the Constellations: Bootes （页面存档备份，存于）
- WIKISKY.ORG: Boötes （页面存档备份，存于）
- Boötes Constellation at Constellation Guide （页面存档备份，存于）